# Munkholmen, Trondheim

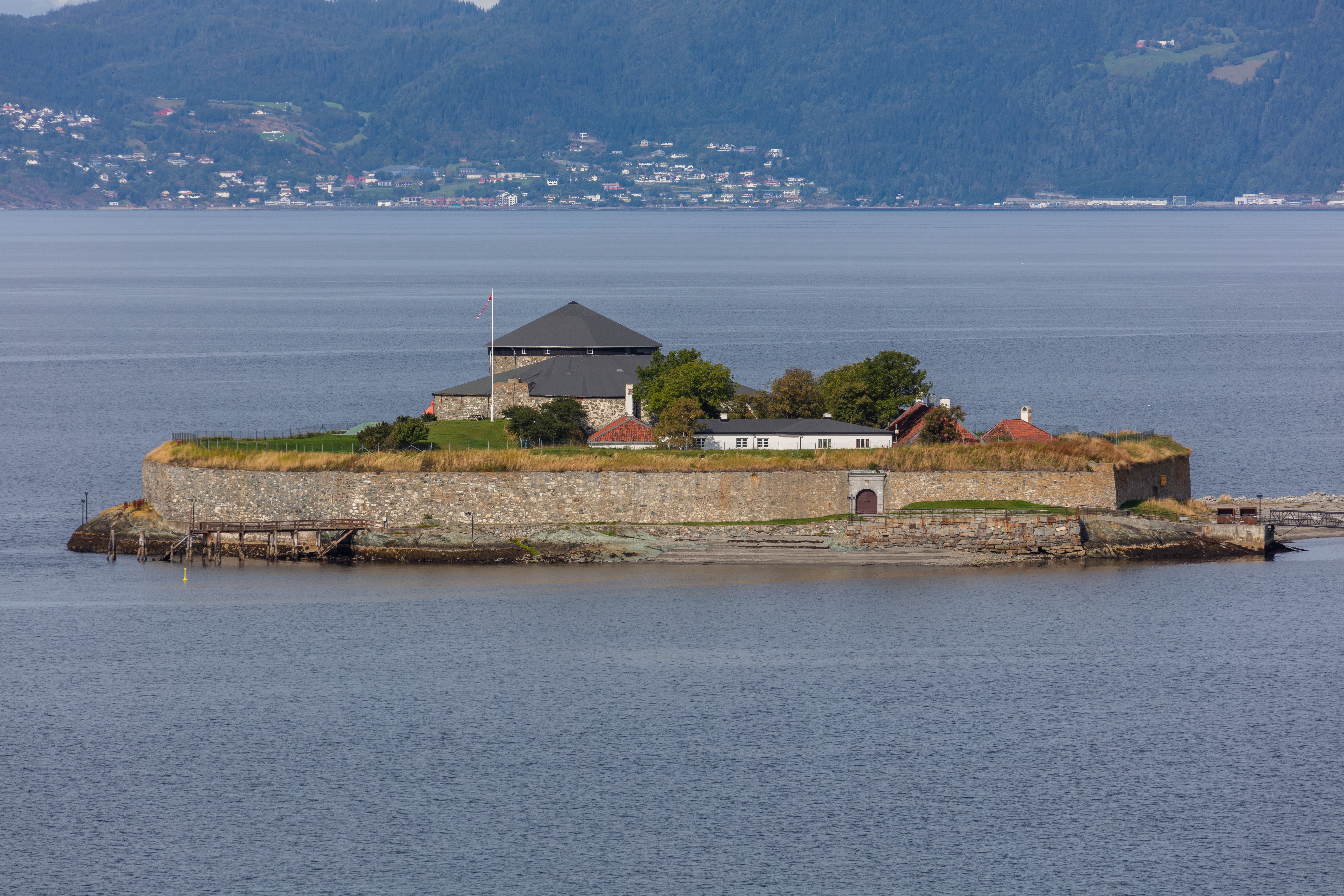
Munkholmen.

Munkholmen, tidigare kallad Nidarholm eller bara Holmen är en holme, en kvarts mil norr om Trondheim.
Ön användes i äldsta tid som avrättningsplats, och enligt sagan skall Olav Tryggvason ha låtit spika upp Hakon Jarls och Karkers huvuden på en galge på ön. Redan 1028 skall enligt engelska uppgifter ett kloster ha funnits på ön. Andra källor anger grundläggningsåret till först omkring 1100. Klostret, som beboddes av Benediktinermunkar, ägde stora rikedomar. Tre gånger, nämligen 1210, 1317 och 1531 brann klostret, sista gången antänt av åsknedslag, samtidigt som åskan antände även Nidarosdomen. Efter 1531 omtalas klostret inte mer. Under de oroligheter, som startades av biskopen i Trondheim 1536-37 hölls Holmen befästad och belägrades av dansk trupp anförd av Jens Splid, till vilken holmen kapitulerade 29 maj 1537.
Munkholmen tillföll därefter kronan. I samband med svenskarnas ockupation av Trondheim 1658, försvarades Munkholmen av norrmännen, som använde de gamla klostermurarna som batterier. Under åren därefter påbörjades arbetet med holmens befästande. Under en tid användes Munkholmen som fängelse. Peder Schumacher Griffenfeld satt fängslad på Munkholmen 1680-98. 
Fästningen har senare byggts ut och under unionstiden med Sverige fortsatte utbyggnaden. Tornet eller Rotundan på ön sägs delvis vara lämningar av de gamla klosterruinerna, delvis vara uppbyggd av sten från Steinvikholm.